# Піква (Огайо)
Піква (англ. Piqua) — місто (англ. city) в США, в окрузі Маямі штату Огайо. Населення — 20 354 особи (2020).

## Географія
Піква розташована за координатами 40°9′1″ пн. ш. 84°14′35″ зх. д. / 40.15028° пн. ш. 84.24306° зх. д. (40.150197, -84.243147).  За даними Бюро перепису населення США в 2010 році місто мало площу 30,79 км², з яких 30,09 км² — суходіл та 0,69 км² — водойми.
У межах міста знаходиться частина каналу Маямі — Ері.

## Культура
З Пікви походить один з найвідоміший джазовий вокальний квартет — The Mills Brothers. Всі чотири учасники брати, а їхній батько був перукарем із власною крамницею в Пікві 

## Демографія
Згідно з переписом 2010 року, у місті мешкали 20 522 особи в 8318 домогосподарствах у складі 5425 родин. Густота населення становила 667 осіб/км².  Було 9311 помешкання (302/км²).
Расовий склад населення:
| - 92,4 % — білих - 3,3 % — чорних або афроамериканців - 0,7 % — азіатів - 0,2 % — корінних американців |

До двох чи більше рас належало 2,9 %. Частка іспаномовних становила 1,4 % від усіх жителів.
За віковим діапазоном населення розподілялося таким чином: 24,8 % — особи молодші 18 років, 60,5 % — особи у віці 18—64 років, 14,7 % — особи у віці 65 років та старші. Медіана віку мешканця становила 38,1 року. На 100 осіб жіночої статі у місті припадало 92,2 чоловіків;  на 100 жінок у віці від 18 років та старших — 87,0 чоловіків також старших 18 років.
Середній дохід на одне домашнє господарство  становив 46 720 доларів США (медіана — 36 873), а середній дохід на одну сім'ю — 54 388 доларів (медіана — 46 119). Медіана доходів становила 40 438 доларів для чоловіків та 30 781 долар для жінок. За межею бідності перебувало 22,9 % осіб, у тому числі 33,7 % дітей у віці до 18 років та 7,8 % осіб у віці 65 років та старших.
Цивільне працевлаштоване населення становило 8647 осіб. Основні галузі зайнятості: виробництво — 35,6 %, освіта, охорона здоров'я та соціальна допомога — 14,7 %, роздрібна торгівля — 13,4 %.